# Heideblick
Heideblick ist eine amtsfreie Gemeinde im Landkreis Dahme-Spreewald (Brandenburg).

## Geografie
Die Gemeinde Heideblick liegt am Übergang zwischen dem nordwestlich anschließenden Niederen Fläming und dem östlich gelegenen Niederlausitzer Grenzwall, etwa 50 Kilometer westnordwestlich von Cottbus und direkt südwestlich von Luckau.

## Gemeindegliederung
In der Gemeinde Heideblick sind laut Hauptsatzung 14 Ortsteile ausgewiesen:
- Beesdau (niedersorbisch: Bezdow)[3]
- Bornsdorf (Baranojce) mit den bewohnten Gemeindeteilen Grünswalde und Trebbinchen (Trjebink)[4]
- Falkenberg (Sokolnica)
- Gehren (Jarin)
- Goßmar (Gósmar)
- Langengrassau
- Pitschen-Pickel (Pěscyna-Pjakło)
- Riedebeck
- Schwarzenburg
- Walddrehna (Serbski Drjenow, bis 30. Oktober 1937 Wendisch Drehna)[5] mit dem bewohnten Gemeindeteil Neusorgefeld[4]
- Waltersdorf (Wałtarjejce) mit den bewohnten Gemeindeteile Neumühle und Sorge[4]
- Wehnsdorf (Wanojce)
- Weißack (Wusoka) mit den bewohnten Gemeindeteilen Papiermühle und Pechhütte[4]
- Wüstermarke

Dazu kommen die Wohnplätze: Alte Ziegelei, Andreasmühle, Bergschänke, Drauschemühle, Kleine Mühle, Konstantinshorst, Möbiusmühle, Obermühle, Poltermühle, Rungemühle, Schäferei Karlshof, Teiselsmühle, Untermühle und Villa Waldhaus.

## Geschichte
Die Geschichte der Gemeinde Heideblick ist bis 1997 die Geschichte der Einzelgemeinden. Viele der Einzelgemeinden haben sich aus Rittergütern entwickelt, die zwischen 1200 und 1400 als Kernpunkte der Besiedlung dienten. Der Ortsteil Falkenberg gehört sogar zu den ältesten bekannten Siedlungen in der Mark Brandenburg (erste urkundliche Erwähnung 1207).
Die heutigen Ortsteile der Gemeinde gehörten seit 1817 zum Kreis Luckau in der preußischen Provinz Brandenburg (Langengrassau, Schwarzenburg und  Wüstermarke zum Kreis Schweinitz in der Provinz Sachsen). Im Jahr 1952 wurden die Orte in den Kreis Luckau im DDR-Bezirk Cottbus eingegliedert. Seit 1993 liegen sie im brandenburgischen Landkreis Dahme-Spreewald.
Im Rahmen der Ämterbildung 1992 im Land Brandenburg schlossen sich zehn Gemeinden im damaligen Kreis Luckau zum Amt Heideblick zusammen. Per Erlass wurde auch die Gemeinde Weißack zugeordnet. Der Minister des Innern des Landes Brandenburg erteilte am 19. August 1992 seine Zustimmung zur Bildung des Amtes Heideblick. Als Zeitpunkt des Zustandekommens des Amtes wurde der 28. August 1992 festgelegt. Das Amt hatte seinen Sitz in der Gemeinde Langengrassau:
1. Bornsdorf
2. Falkenberg
3. Gehren
4. Goßmar
5. Langengrassau
6. Pitschen-Pickel
7. Walddrehna
8. Waltersdorf
9. Wüstermarke
10. Beesdau
11. Riedebeck

Am 31. Dezember 1997 schlossen sich die Gemeinden Bornsdorf und Weißack zur neuen Gemeinde Berstequell zusammen. Zum 31. Dezember 1997 folgte der Zusammenschluss der Gemeinden Gehren, Langengrassau, Waltersdorf und Wüstermarke zur neuen Gemeinde Heideblick.
Zum 31. Dezember 2001 schlossen sich die Gemeinden Beesdau, Berstequell, Falkenberg, Goßmar, Heideblick und Pitschen-Pickel zur neuen Gemeinde Heideblick zusammen. Im Zuge der Gemeindegebietsreform in Brandenburg wurde die Gemeinde Walddrehna zum 26. Oktober 2003 per Gesetz in die Gemeinde Heideblick eingegliedert. Das Amt Heideblick wurde aufgelöst, die Gemeinde Heideblick wurde amtsfrei.
Im November 2011 wurde in einer Bürgerbefragung ein Beitritt der Gemeinde Heideblick zur Stadt Luckau abgelehnt.
Eingemeindungen
| Ehemalige Gemeinde | Datum             | Anmerkung                                       |
| ------------------ | ----------------- | ----------------------------------------------- |
| Beesdau            | 31. Dezember 2001 |                                                 |
| Berstequell        | 31. Dezember 2001 |                                                 |
| Bornsdorf          | 31. Dezember 1997 | Zusammenschluss mit Weißack zu Berstequell      |
| Falkenberg         | 31. Dezember 2001 |                                                 |
| Gehren             | 31. Dezember 1997 |                                                 |
| Goßmar             | 31. Dezember 2001 |                                                 |
| Langengrassau      | 31. Dezember 1997 |                                                 |
| Neusorgefeld       | 1. Januar 1961    | Eingemeindung nach Walddrehna                   |
| Pickel             | 14. April 1966    | Zusammenschluss mit Pitschen zu Pitschen-Pickel |
| Pitschen           | 14. April 1966    | Zusammenschluss mit Pickel zu Pitschen-Pickel   |
| Pitschen-Pickel    | 31. Dezember 2001 |                                                 |
| Riedebeck          | 1. Januar 1974    | Eingemeindung nach Goßmar                       |
| Schwarzenburg      | 1. Januar 1974    | Eingemeindung nach Walddrehna                   |
| Walddrehna         | 26. Oktober 2003  |                                                 |
| Waltersdorf        | 31. Dezember 1997 |                                                 |
| Wehnsdorf          | 1. Januar 1974    | Eingemeindung nach Walddrehna                   |
| Weißack            | 31. Dezember 1997 | Zusammenschluss mit Bornsdorf zu Berstequell    |
| Wüstermarke        | 31. Dezember 1997 |                                                 |

## Bevölkerungsentwicklung
| Jahr | Einwohner |
| ---- | --------- |
| 1997 | 1 746     |
| 2000 | 1 750     |
| 2005 | 4 320     |
| 2010 | 3 974     |
| 2015 | 3 666     |
| 2020 | 3 543     |

| Jahr | Einwohner |
| ---- | --------- |
| 2021 | 3 514     |
| 2022 | 3 599     |
| 2023 | 3 534     |
| 2024 | 3 514     |

Gebietsstand des jeweiligen Jahres, Einwohnerzahl: Stand 31. Dezember, ab 2011 auf Basis des Zensus 2011, ab 2022 auf Basis des Zensus 2022
Die Zunahme der Einwohnerzahl 2005 ist auf den Zusammenschluss mehrerer Gemeinden im Jahr 2001 und eine Eingemeindung 2003 zurückzuführen.

## Politik

### Gemeindevertretung
Die Gemeindevertretung von Heideblick besteht aus 16 Gemeindevertretern und dem hauptamtlichen Bürgermeister. Die Kommunalwahl am 9. Juni 2024 führte bei einer Wahlbeteiligung von 72,3 % zu folgendem Ergebnis:
| Partei / Wählergruppe                          | Stimmenanteil 2019 | Sitze 2019 |        | Stimmenanteil 2024 | Sitze 2024 |
| ---------------------------------------------- | ------------------ | ---------- | ------ | ------------------ | ---------- |
| Allgemeine Wählergemeinschaft Heideblick       | 39,8 %             | 6          | 40,9 % | 7                  |            |
| Wählergemeinschaft Süd                         | –                  | –          | 14,9 % | 2                  |            |
| Pro Heideblick                                 | 07,7 %             | 1          | 11,1 % | 2                  |            |
| Einzelbewerber Thomas Seide                    | –                  | –          | 08,1 % | 1                  |            |
| Wählergemeinschaft Waltersdorf                 | 04,0 %             | 1          | 07,5 % | 1                  |            |
| Falkenberger Wählergemeinschaft                | 04,7 %             | 1          | 06,9 % | 1                  |            |
| Wählergemeinschaft Wehnsdorf                   | 03,6 %             | 1          | 05,7 % | 1                  |            |
| Bündnis 90/Die Grünen                          | 07,9 %             | 1          | 05,3 % | 1                  |            |
| CDU                                            | 13,5 %             | 2          | –      | –                  |            |
| Listenvereinigung Wählergemeinschaft Süd / FDP | 12,6 %             | 2          | –      | –                  |            |
| SPD                                            | 06,2 %             | 1          | –      | –                  |            |
| Insgesamt                                      | 100 %              | 16         | 100 %  | 16                 |            |

### Bürgermeister
- 2003–2012: Bodo Lott[17]
- seit 2012: Frank Deutschmann[18]

Deutschmann wurde in der Bürgermeisterwahl am 1. September 2019 mit 77,7 % der gültigen Stimmen wiedergewählt. Seine Amtszeit beträgt acht Jahre.

### Wappen
Das Wappen der Gemeinde wurde am 2. Dezember 2003 genehmigt.
Blasonierung: „Innerhalb eines mit 11 grünen Lindenblättern belegten goldenen Schildbordes in Grün drei zur Garbe gebundene goldene Kornähren.“
Das Wappen wurde vom Heraldiker Frank Diemar gestaltet.

## Sehenswürdigkeiten

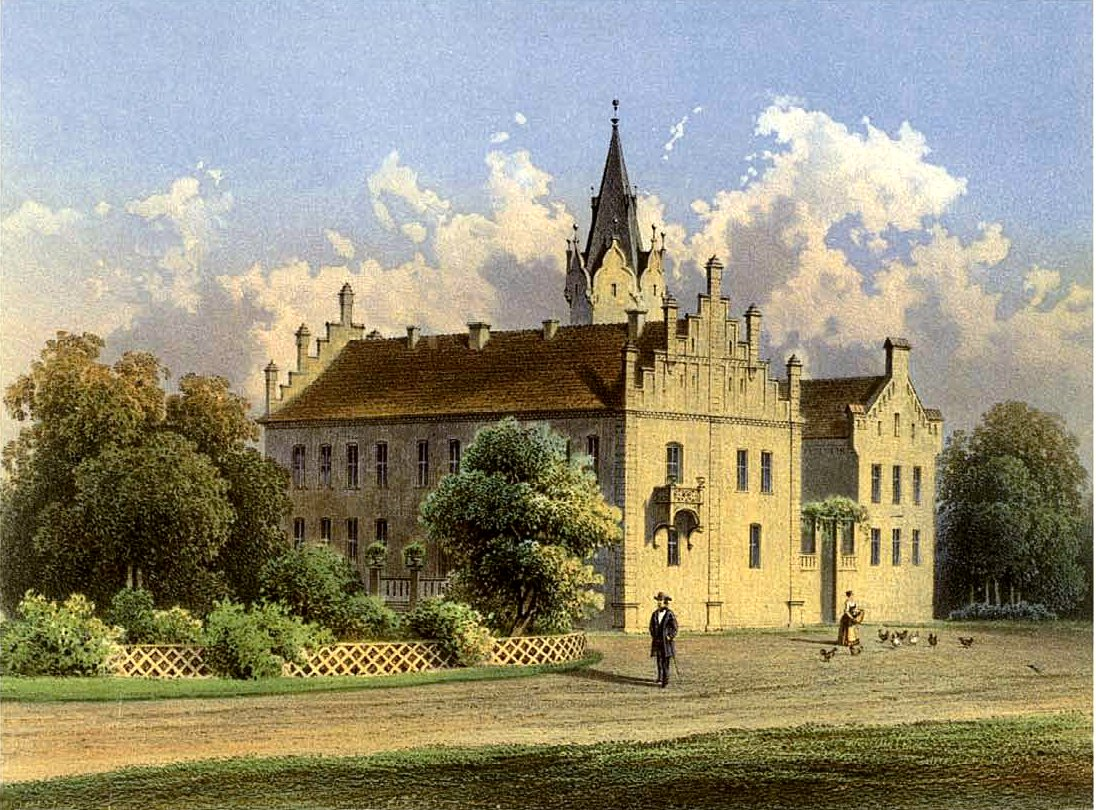
Schloss Beesdau um 1860, Sammlung Alexander Duncker

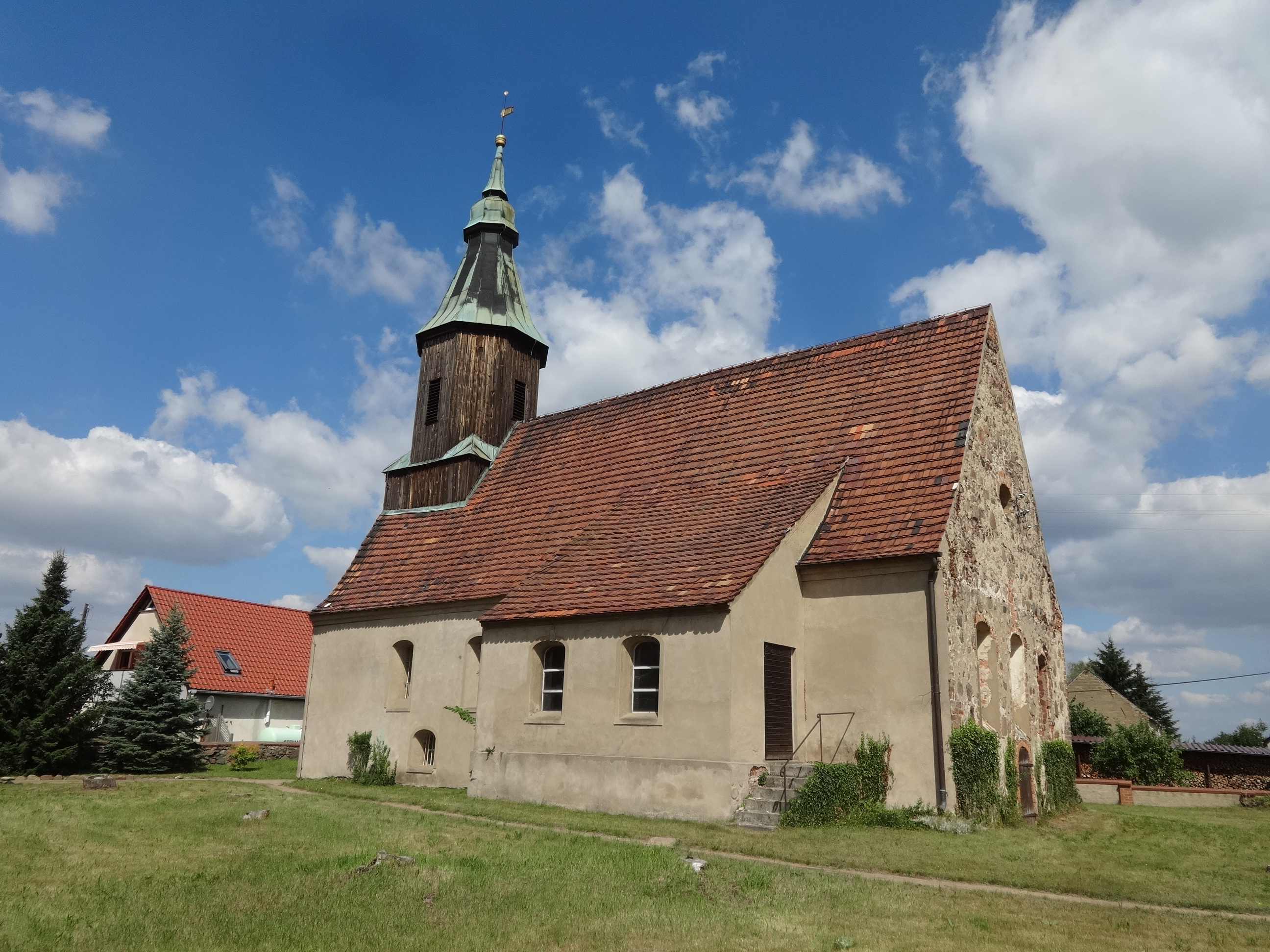
Dorfkirche Pitschen-Pickel

In der Liste der Baudenkmale in Heideblick und in der Liste der Bodendenkmale in Heideblick stehen die in der Denkmalliste des Landes Brandenburg eingetragenen Bodendenkmale.

### Bauwerke
- Kirche im Ortsteil Walddrehna aus dem 13. Jahrhundert, der eine nach drei Seiten hin offene Vorhalle als Glockenträger mit massivem Kegelhelm aus Backstein angefügt wurde. Die hohen Spitzbogenarkaden ruhen auf zwei aus Feldstein gemauerten Rundpfeilern, die von einigen Historikern als Überreste einer vorchristlichen Weihestätte angesehen werden. Diese Meinung ist allerdings sehr umstritten. Der Turm, die Apsis und die im gotischen Stil erweiterten Fenster- und Türöffnungen stammen aus der Zeit der Hussitenkriege.
- Dorfkirche Pitschen, Feldsteinkirche aus dem 15. Jahrhundert mit einer Patronatsloge aus dem Jahr 1675. Im Innern befindet sich ein Kanzelaltar mit einem Aufsatz aus dem Jahr 1684 sowie ein Kanzelkorb aus 1725/1726.
- Dorfkirche Wehnsdorf, Feldsteinkirche aus dem 15. Jahrhundert. Um 1675 vergrößerte die Kirchengemeinde die Fenster und errichtete an der Südseite zwei Anbauten. Im Innern steht unter anderem ein Altarretabel aus der Zeit um 1720/1730.
- Schloss Beesdau, Dreiflügelanlage aus dem 14. bis 16. Jahrhundert, die 1841 von Johann Gottlieb Koppe umgebaut wurde
- Bockwindmühle aus dem Jahr 1853 in Falkenberg.

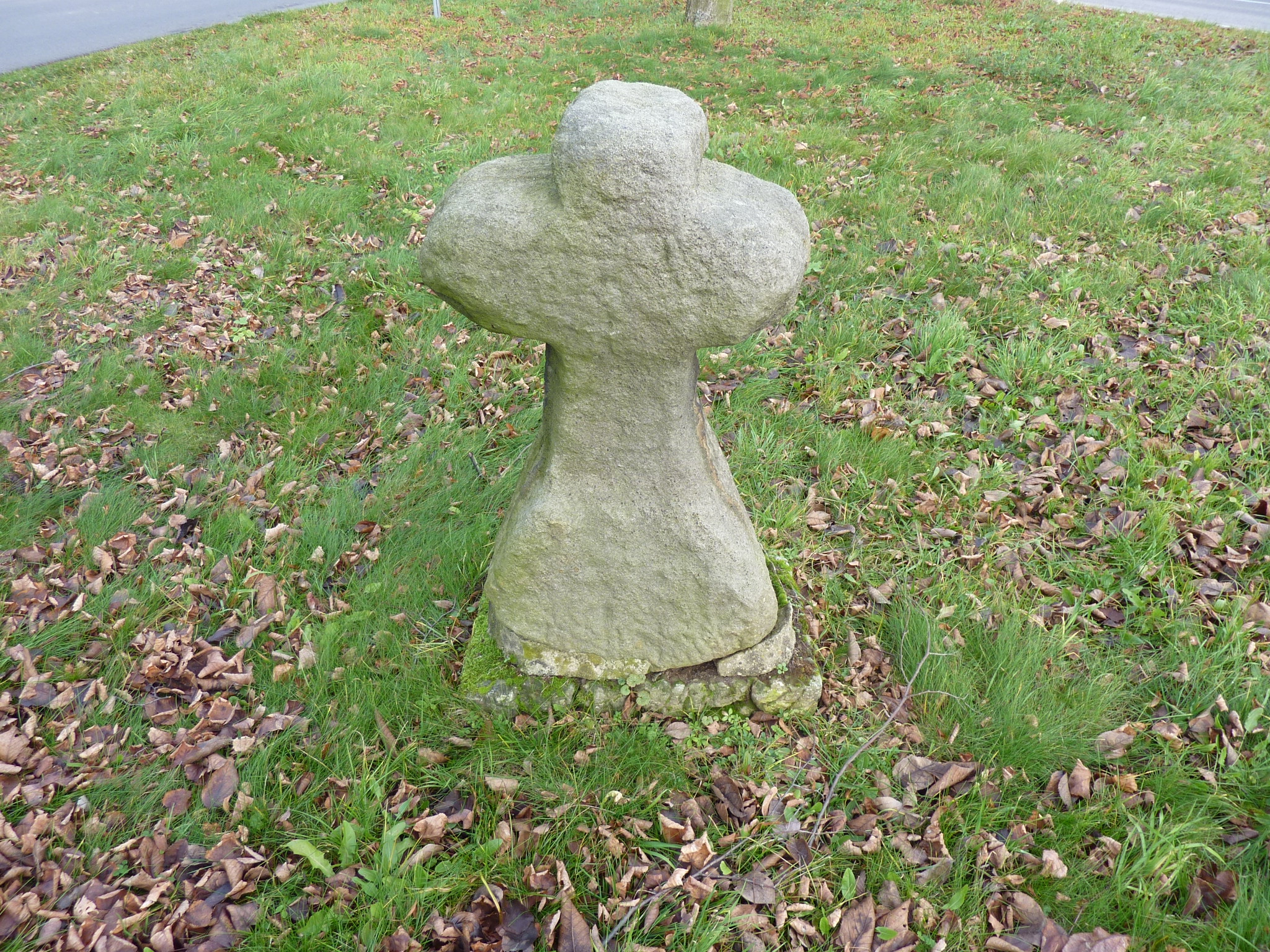
Steinkreuz in Waltersdorf

- Sühnekreuz aus Sandstein im Ortsteil Waltersdorf am südlichen Ortsrand an der Weggabelung Gehren-Bahnhof[22]

### Museen
Nördlich von Wüstermarke befindet sich das Freilichtmuseum Höllberghof. Das Museum zeigt einen typischen Bauernhof um 1800. Im Freigelände finden regelmäßig kulturelle Veranstaltungen statt. Besucher erwartet eine rustikale Küche im hofeigenen Restaurant.
Im Ortsteil Schwarzenburg befindet sich ein Schulmuseum, welches nach vorheriger Anmeldung besichtigt werden kann.

## Wirtschaft und Infrastruktur
Heideblick lebt heutzutage in erster Linie von Landwirtschaft und Tourismus. Ein ehemaliger Braunkohleabbau ist nicht mehr in Betrieb. Die örtliche Wirtschaft bedient in erster Linie lokale Bedürfnisse.
Verkehr
Heideblick liegt an der Bundesstraße 87 zwischen Herzberg und Luckau sowie an der Bundesstraße 96 zwischen Luckau und Finsterwalde.
Der Bahnhof Walddrehna an der Bahnstrecke Berlin–Dresden wird von der Regional-Express-Linie RE 8 Berlin Hbf–Elsterwerda / Finsterwalde im Zwei-Stunden-Takt bedient. Der Haltepunkt Gehren wurde 1993 geschlossen.

## Persönlichkeiten
- Johann Friedrich Gauhe (1681–1755), Genealoge und Historiker, geboren in Waltersdorf
- Friedrich Wilhelm Jahr (1707–1755), lutherischer Theologe, geboren in Goßmar
- Johann Friedrich Carl Dürisch (1753–1818), Kommerzienrat und Amtmann, geboren in Beesdau
- Johann Gottlieb Koppe (1782–1863), Agronom und Reformer der Landwirtschaft, geboren in Beesdau
- Friedrich August Benjamin Puchelt (1784–1856), Pathologe und Hochschullehrer, geboren in Bornsdorf
- Erich Wienbeck (1876–1949), Verwaltungsbeamter und Politiker (DNVP), geboren in Beesdau
- Kurt Zeitzler (1895–1963), Generaloberst, Generalstabschef des Heeres während des Zweiten Weltkriegs, geboren in Goßmar
- Otto Schmidt (1896–1964), Jockey, geboren in Gehren
- Gerlind Schulze (* 1941), Schauspielerin, geboren in Walddrehna